# Kevin Doyle (piłkarz)
Kevin Edward Doyle (ur. 18 września 1983 w Adamstown) – irlandzki piłkarz grający na pozycji napastnika w Colorado Rapids oraz reprezentacji Irlandii.